# التهاب مفاصل فقاري محوري
التهاب المفاصل الفقاري المحوري هو مرض التهابي ذاتي مزمن يؤثر على الهيكل العظمي المحوري (المفاصل العجزية الحرقفية والعمود الفقري). العبارة نفسها هي مصطلح شامل يميز عائلة مرضية متنوعة توحدها سمات سريرية ووراثية مشتركة، مثل إصابة الهيكل العظمي المحوري. يعد التهاب الفقار المقسط أشهر عضو في عائلة مرض التهاب المفاصل الفقاري المحوري. أتاح إدخال تعبير التهاب المفاصل الفقاري المحوري في عام 2009 الإشارة إلى (1) أشكال أقل حدة من التهاب الفقار و(2) المرحلة المبكرة من التهاب الفقار المقسط و(3) التهاب الفقار المقسط نفسه بشكل شامل. 

## تصنيف
بالإضافة إلى التهاب المفاصل الفقاري المحيطي والتهاب المفاصل التفاعلي والتهاب المفاصل في الصدفية والتهاب المفاصل معوي المنشأ (أو التهاب المفاصل الفقاري المرتبط بداء الأمعاء الالتهابي)، ينتمي التهاب المفاصل الفقاري المحوري إلى عائلة مرض التهاب المفاصل الفقاري، والمعروف أيضًا باسم الالتهاب الفقاري المفصلي اللاصق. قد تتداخل حالات التهاب المفاصل هذه أحيانًا مع بعضها البعض. مثلًا، يمكن أن يسبب التهاب المفاصل في الصدفية أعراضًا محيطية ومحورية. بالمثل، قد يتحول التهاب المفاصل التفاعلي إلى التهاب المفاصل الفقاري المحوري المزمن. تعتبر جميعها اضطرابات روماتزمية التهابية لأنها تشمل هجمات متواسطة مناعيًا على المفاصل والعضلات والعظام والأعضاء.
يمكن التمييز بين التهاب المفاصل الفقاري المحوري والتهاب المفاصل الفقاري المحيطي من حيث مناطق الجسم المصابة. يؤثر الشكل المحوري للمرض بشكل أساسي على العمود الفقري والحوض والقفص الصدري، بينما يستهدف الشكل المحيطي الذراعين والساقين بشكل أساسي.
يمكن تقسيم التهاب المفاصل الفقاري المحوري إلى فئتين:
1. التهاب المفاصل الفقاري المحوري غير الشعاعي: يشمل هذا المصطلح كلًا من المرحلة المرضية المبكرة من التهاب الفقار المقسط، والتي لا تظهر فيها تغيرات شعاعية، بالإضافة إلى أشكال أقل حدة من التهاب الفقار المقسط.
2. التهاب المفاصل الفقاري المحوري الشعاعي: يعد مرادفًا لالتهاب الفقار المقسط. يُطلق على هذه الفئة اسم التهاب المفاصل الفقاري المحوري الشعاعي بسبب إمكانية التشخيص من خلال التغيرات الشعاعية في المفاصل العجزية الحرقفية و/أو العمود الفقري.

## العلامات والأعراض
يتميز التهاب المفاصل الفقاري المحوري غالبًا بألم التهابي و/أو تصلب يصيب أسفل الظهر والوركين و/أو الأرداف. قد يحدث تناوب في الإصابة بين الجانبين. قد يعاني البعض أيضًا من أعراض في العين أو القفص الصدري أو الكتفين أو العمود الفقري العنقي أو الرقبة أيضًا. تميل آلام الظهر الالتهابية إلى الظهور تدريجيًا، وتزداد سوءًا في الليل أو بعد فترات الراحة (مثل الصباح بعد الاستيقاظ) وتتحسن بعد التمرين أو استخدام الأدوية المضادة للالتهابات مثل الإيبوبروفين. قد يعاني المصابون بالتهاب المفاصل الفقاري المحوري من فترات متناوبة ما بين الهدئة والاحتدام.
يُستحسن أن يتم تقييم المرضى رسميًا لمعايير التهاب المفاصل الفقاري المحوري إذا اشتكوا من آلام الظهر الالتهابية وتيبس يستمر لمدة ثلاثة أشهر على الأقل، خاصةً إذا كانوا دون سن الـ45 و/أو لديهم تاريخ عائلي للمرض.

## التدبير
لا يوجد علاج لالتهاب المفاصل الفقاري المحوري حاليًا، ولكن، توجد استراتيجيات مختلفة لتدبير المرض.
تعد الأدوية اللاستيرويدية المضادة للالتهاب التقليدية والمثبطة لكوكس-2 فعالة في علاج التهاب المفاصل الفقاري المحوري. قد لا تختلف الأضرار المحتملة عند المقارنة بالعلاج الوهمي على المدى القصير. تعد الأدوية اللاستيرويدية المضادة للالتهاب المختلفة فعالة بنفس الدرجة (مثل الأدوية اللاستيرويدية المضادة للالتهاب المثبطة لكوكس-2 والتقليدية). قد يحد الاستخدام المستمر للأدوية اللاستيرويدية المضادة للالتهاب من تفاقم إصابة العمود الفقري التي ترافقها تغيرات شعاعية، لكن هذا الأمر يتطلب تأكيدًا.
يمكن وصف أدوية بيولوجية، مثل مثبط عامل نخر الورم، لمن لا يستطيعون تحمل هذه الأدوية أو الذين يحتاجون إلى علاج مكثف، في محاولة لتعديل الاستجابة المناعية المسببة للمرض. 
وُجد أن العلاج الطبيعي والتمارين الرياضية فعالة في علاج الأعراض.